# Pietro Cesarini

Stemma Cesarini

Pietro Cesarini (Roma, 1599 circa – Candia, 1647) è stato un nobile italiano.

## Biografia
Nato a Roma da nobile famiglia, era figlio di Livia Orsini e Giuliano II Cesarini, duca di Civitanova, e fratello di Giangiorgio II, Virginio, Alessandro e Ferdinando. Alla morte del padre, nel 1613, aveva quattordici anni, per cui la madre e il fratello Giangiorgio furono designati quali suoi tutori e curatori.
Militò al servizio dell'esercito spagnolo di stanza nelle Fiandre; entrò nell'ordine dei cavalieri di Malta (la nomina avvenne il 7 gennaio 1629, prima dell'anno di noviziato e con poteri "fuori di convento" grazie a un breve pontificio); quindi si arruolò nell'esercito della Repubblica di Venezia, che lo mandò a Candia (26 aprile 1642) come sovrintendente della milizia italiana e corsa. Passato alle dipendenze della Serenissima, si distinse nella difesa di Retimo (1646), nel contesto della Guerra di Candia.
Il 14 febbraio 1616 partecipò come padrino dei due figli dell'ambasciatore di Spagna, Francisco de Castro, alla sontuosa giostra organizzata dall'ambasciatore, nel cortile di palazzo Fiano, in occasione del carnevale. Dal 1625 fu di stanza nelle Fiandre, nel contesto della Guerra degli ottant'anni. Il 1º marzo 1625 giunse a Bruxelles con il napoletano Carlo Spinelli, mastro di campo. Nel febbraio 1626 fu al centro di uno scandalo che richiese l'intervento del vescovo di Gand. Cesarini fu avvistato più volte in compagnia di una certa Isabelle de Liége. Per mettere fine allo scandalo il vescovo decise di far imprigionare la donna. Cesarini non subì alcuna condanna, essendo stato raccomandato all'infanta, al generale Ambrogio Spinola e al cardinale La Cueva; un breve, del 22 maggio 1627, informa che l'infanta a sua volta lo segnalò a Urbano VIII.
Del suo operato a Malta resta testimonianza nella corrispondenza di Fabio Chigi con Francesco Barberini, in cui si riporta anche di un duello mancato tra Cesarini e don Prospero Colonna, suo superiore. Ciò fu all'origine del suo allontanamento dall'isola, insieme a Serafina Daniela, una siciliana processata per stregoneria, la cui influenza su Cesarini fu additata tra le cause della condotta eterodossa del cavaliere. Nel 1635 esisteva a suo carico anche un fascicolo dell'Inquisizione di Malta con l'accusa di aver cercato di appropriarsi di un libro proibito.  Nel novembre 1636, dopo aver ricevuto dall'estero una somma di 2500 scudi, con cui poté saldare i debiti contratti, fu libero di imbarcarsi per Napoli.

### La difesa di Etimo
Teodoro Ameyden riporta che fu soldato valoroso e che militò anche al servizio della Serenissima, a Candia; con il grado di mastro di campo combatté a fianco di Camillo Gonzaga. Apostolo Zeno, in una pagina del Compendio della storia Veneta, scrive che il 20 ottobre 1646 Cesarini si rese protagonista, nel contesto della Guerra di Candia, della difesa di Rètimo da un assalto turco.
Durante la permanenza a Candia si inimicò con Giannantonio Muazzo (1621-1702), un nobile nativo di Creta, al punto tale che questi si spinse ad attentare alla sua vita, come riportano dettagliatamente le Memorie della guerra di Candia di Giovanni Comneno Papadopoli.
Nel 1643 fu indagato dall'Inquisizione di Stato di Venezia. Un fiorentino, Francesco Marzopino, che era solito servire nella casa di Cesarini, si inimicò con lui, e per questo fece circolare la voce che Cesarini, allora generale delle truppe di Creta, fosse in procinto di trattare la vendita di parte o dell'intera isola con un potentato. La denuncia, partita da Sansone Porcellaga – esponente di una potente famiglia bresciana – a cui Marzopino si era rivolto, mise in moto l'intero ordinamento della Serenissima. Per questo, quando il servo, interrogato più volte, rivelò l'infondatezza dell'accusa, la reazione degli inquisitori fu decisa e severa; l'accusato era del resto "un soggetto grande nel Governo delle armi".
Cesarini morì durante un'epidemia di peste, a Candia, nel 1647.
Mecenate di Francesco Fieravino detto il Maltese, di Pietro Cesarini esiste un ritratto, facente parte della Collezione Koelliker, realizzato dal pittore romano Giovanni Baglione. A Cesarini Giovanni Ciampoli dedicò un componimento poetico.

## Ascendenza
|                                                    |                                        |                                         | Genitori                                                  |  |  | Nonni |  |  | Bisnonni                                    |  |  | Trisnonni            |  |
|                                                    |                                        |                                         |                                                           |  |  |       |  |  | Giuliano Cesarini, I marchese di Civitanova |  |  | Giangiorgio Cesarini |  |
|                                                    |                                        |                                         |                                                           |  |  |       |  |  | Giuliano Cesarini, I marchese di Civitanova |  |  | Giangiorgio Cesarini |  |
|                                                    |                                        | Marzia Sforza di Santa Fiora            |                                                           |  |  |       |  |  | Giuliano Cesarini, I marchese di Civitanova |  |  |                      |  |
| Giovan Giorgio Cesarini, II marchese di Civitanova |                                        |                                         |                                                           |  |  |       |  |  | Giuliano Cesarini, I marchese di Civitanova |  |  |                      |  |
|                                                    |                                        | Giulia Colonna                          | Prospero Colonna, duca di Traetto                         |  |  |       |  |  |                                             |  |  |                      |  |
|                                                    |                                        | Giulia Colonna                          | Prospero Colonna, duca di Traetto                         |  |  |       |  |  |                                             |  |  |                      |  |
|                                                    |                                        | Giulia Colonna                          | Isabella Carafa di Maddaloni                              |  |  |       |  |  |                                             |  |  |                      |  |
| Giuliano Cesarini, I duca di Civitanova            |                                        | Giulia Colonna                          |                                                           |  |  |       |  |  |                                             |  |  |                      |  |
|                                                    |                                        | Alessandro Farnese il Giovane           | Pier Luigi Farnese, duca di Parma e Piacenza              |  |  |       |  |  |                                             |  |  |                      |  |
|                                                    |                                        | Alessandro Farnese il Giovane           | Pier Luigi Farnese, duca di Parma e Piacenza              |  |  |       |  |  |                                             |  |  |                      |  |
|                                                    |                                        | Alessandro Farnese il Giovane           | Gerolama Orsini                                           |  |  |       |  |  |                                             |  |  |                      |  |
| Clelia Farnese                                     |                                        | Alessandro Farnese il Giovane           |                                                           |  |  |       |  |  |                                             |  |  |                      |  |
|                                                    |                                        | …                                       | …                                                         |  |  |       |  |  |                                             |  |  |                      |  |
|                                                    |                                        | …                                       | …                                                         |  |  |       |  |  |                                             |  |  |                      |  |
|                                                    |                                        | …                                       | …                                                         |  |  |       |  |  |                                             |  |  |                      |  |
| Pietro Cesarini                                    |                                        | …                                       |                                                           |  |  |       |  |  |                                             |  |  |                      |  |
|                                                    | Ferdinando I Orsini, V duca di Gravina | Francesco Orsini, IV duca di Gravina    |                                                           |  |  |       |  |  |                                             |  |  |                      |  |
|                                                    | Ferdinando I Orsini, V duca di Gravina | Francesco Orsini, IV duca di Gravina    |                                                           |  |  |       |  |  |                                             |  |  |                      |  |
|                                                    | Ferdinando I Orsini, V duca di Gravina | Maria Todeschini Piccolomini d'Aragona  |                                                           |  |  |       |  |  |                                             |  |  |                      |  |
| Virginio Orsini, I duca di San Gemini              | Ferdinando I Orsini, V duca di Gravina |                                         |                                                           |  |  |       |  |  |                                             |  |  |                      |  |
|                                                    |                                        | Beatrice Ferrillo                       | Giacomo Alfonso Ferrillo, conte di Acerenza e Muro Lucano |  |  |       |  |  |                                             |  |  |                      |  |
|                                                    |                                        | Beatrice Ferrillo                       | Giacomo Alfonso Ferrillo, conte di Acerenza e Muro Lucano |  |  |       |  |  |                                             |  |  |                      |  |
|                                                    |                                        | Beatrice Ferrillo                       | Maria Balsa                                               |  |  |       |  |  |                                             |  |  |                      |  |
| Livia Orsini di San Gemini                         |                                        | Beatrice Ferrillo                       |                                                           |  |  |       |  |  |                                             |  |  |                      |  |
|                                                    |                                        | Bonifacio Caetani, IV duca di Sermoneta | Camillo Caetani, III duca di Sermoneta                    |  |  |       |  |  |                                             |  |  |                      |  |
|                                                    |                                        | Bonifacio Caetani, IV duca di Sermoneta | Camillo Caetani, III duca di Sermoneta                    |  |  |       |  |  |                                             |  |  |                      |  |
|                                                    |                                        | Bonifacio Caetani, IV duca di Sermoneta | Beatrice Caetani d'Aragona                                |  |  |       |  |  |                                             |  |  |                      |  |
| Giovanna Caetani                                   |                                        | Bonifacio Caetani, IV duca di Sermoneta |                                                           |  |  |       |  |  |                                             |  |  |                      |  |
|                                                    |                                        | Caterina Pio di Savoia                  | Alberto III Pio di Savoia, VIII signore di Carpi          |  |  |       |  |  |                                             |  |  |                      |  |
|                                                    |                                        | Caterina Pio di Savoia                  | Alberto III Pio di Savoia, VIII signore di Carpi          |  |  |       |  |  |                                             |  |  |                      |  |
|                                                    |                                        | Caterina Pio di Savoia                  | Cecilia Orsini                                            |  |  |       |  |  |                                             |  |  |                      |  |
|                                                    |                                        | Caterina Pio di Savoia                  |                                                           |  |  |       |  |  |                                             |  |  |                      |  |